# أرادان
أرادان (بالفارسية: آرادان) هي مدينة في إيران تقع في محافظة سمنان. يقدر عدد سكانها بـ 4,959 نسمة .

## أعلام
- محمود أحمدي نجاد